# Дунганское восстание
Дунганское восстание (кит. упр. 陕甘回民起义, пиньинь Shǎn-Gān Huímín Qǐyì) — восстание дунган (хуэйцзу, хуэйминь) в Шэньси, Ганьсу и Синьцзяне в 1862—69 годах. Примерно в то же время восстали и мусульмане Юньнаня на юго-западе Китая. Поражение восстания привело к переселению группы китайских дунган на территорию Российской империи (современный Кыргызстан и сопредельные государства СНГ) и в юго-западную Монголию. Унеся жизни от 8 до 15 миллионов человек, это восстание стало одним из самых кровопролитных военных конфликтов в истории.

## Предыстория восстания
Китайцы-мусульмане (дунгане) неоднократно восставали против маньчжурской Империи Цин, захватившей Китай в XVII веке, например в 1781 и 1783 годах. В начале 1860-х годов успешное восстание стало казаться более возможным, так как имперские войска были заняты борьбой с тайпинами (1850-64), а также с няньцзюньскими повстанцами (1852—68) Чжана Лосина. С приближением тайпинов к Шэньси, местные китайцы с одобрения властей создают отряды ополчения (кит. трад. 團練, упр. 团练, пиньинь tuanlian, палл. туаньлянь); опасаясь проправительственных ополченцев, дунгане создают свои собственные отряды туаньлянь.

## 1862—1863
В 1862 году во многих районах Шэньси разрозненные столкновения между китайскими и дунганскими вооружёнными формированиями вылились в широкомасштабное восстание. К концу 1862 года повстанцы осадили столицу провинции, город Сиань, осада которого была снята войсками цинского генерала До Лунъа (кит. упр. 多隆阿, пиньинь Duo Longa) только осенью 1863 года. Во главе восстания встало духовенство секты «Синьцзяо», объявившее «священную войну» против «неверных». Центрами восстания стали мечети, при них были созданы склады продовольствия и оружия, а также госпитали. Под знамя джихада встали и местные солдаты-мусульмане. Взрыв исламского фанатизма привёл к китайско-дунганской резне, которая охватила десятки уездов, при этом с каждой стороны погибло до нескольких сот тысяч человек. Многие китайцы, спасая свои жизни, на время приняли ислам.
В Шэньси движение охватило в основном сельские районы, за оружие взялись главным образом крестьяне, тогда как дунганское купечество и землевладельцы сохраняли нейтралитет. Это позволило цинским войскам к концу 1864 года разгромить повстанцев. Многие дунганские повстанцы отступили из Шэньси в Ганьсу (которая в те годы включала теперешний Нинся и северный Цинхай).

## 1864
Тем временем среди дунган в Синьцзяне (как военнослужащих в цинских гарнизонах, так и гражданского населения) стали распространяться слухи о том, что властями готовится резня дунган с целью предотвращения распространения антиправительственного восстания в этот регион. Хотя документы имперского правительства утверждают, что ничего подобного не планировалось, по крайней мере на центральном уровне, в Кашгаре, согласно многим источникам, такая резня действительно случилась летом 1864 года. В других городах региона (Урумчи, Куча, Кульджа, Ярканд) дунганские солдаты и офицеры тамошних гарнизонов решили опередить события и восстать первыми.
Местное тюркоязычное население (уйгуры, в современной терминологии), как правило, вскоре присоединялось к восставшим дунганам, однако, не без соперничества между представителями двух групп в каждом очаге восстания, иной раз переходящее в кровопролитную борьбу за власть. Хотан, в южной части Таримского бассейна, был исключением: дунган там было мало, и восстание было главным образом уйгурским.
В июне 1864 года взбунтовались солдаты-дунгане гарнизона Кучара, а за ними поднялось и остальное население во главе с Рашидин-ходжой. Освободив четыре округа — Турфан, Комул (Хами), Аксу и Уш (Уш-Турфан), он установил здесь свою власть, создав Кучарское ханство. Тем же летом в Урумчи возникло Дунганское ханство во главе с Лотай-ханом; вскоре он провозгласил себя султаном, а своё государство — Урумчинским султанатом. Войска Рашидина в октябре попытались завладеть Кашгаром, где перед этим успешно прошло восстание против завоевателей-маньчжуров. В Хотане власть перешла к мулле Хабибу-уллаху, ставшему главой Хотанского ханства. В восставший Кашгар из Коканда в 1864 году прибыл с отрядом Бузрук-ходжа (сын Джахангира); радостно встреченный населением, он был избран главой Кашгарского ханства, включавшего в себя и Яркенд. К концу 1864 года группы восставших овладели большей частью Синьцзяна, осадив цинские войска в их крепостях.
В Кашгарском крае, где силы дунган были ослаблены превентивной резнёй, повстанцы — среди которых важную роль играли киргизы Сидик-бека — были долго не в состоянии взять ни китайскую (маньчжурскую) крепость, ни укреплённый мусульманский город. Они обратились за помощью в Коканд, правители которого и укрывающиеся там «белогорские ходжи» (потомки суфийского лидера XVII века Аппак Ходжи) имели долгую историю вмешательства в кашгарские дела.

## 1865
В начале 1865 года, кокандская помощь прибыла в Кашгарию, в лице Бузург Ходжи (представителя молодого поколения белогорских ходжей, отец и старший брат которого уже неоднократно пытались обосноваться в качестве владетелей Кашгара), и группы кокандских офицеров во главе с Якуб-беком. В течение нескольких лет Якуб-бек захватил практически всю провинцию, создав государство Йеттишар («Семиградье»).

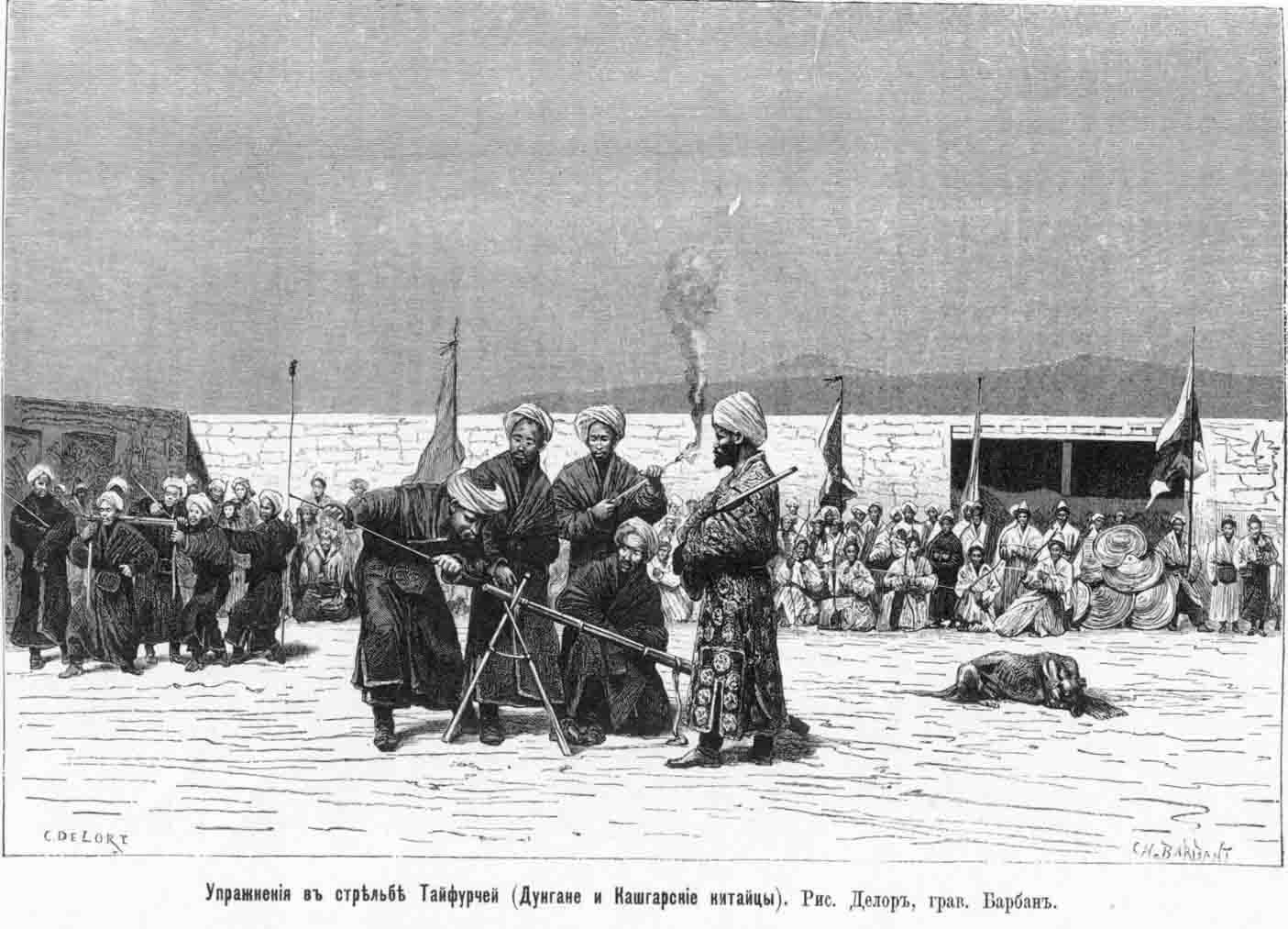
Упражнения в стрельбе Тайфурчей, в армии Якуб-бека, правителя Кашгарии.

Тем временем, отступившие из Шэньси повстанцы взбунтовали всю провинцию Ганьсу, где ареной борьбы стали не только деревни, но и города. Здесь в неё включились мусульманское купечество и часть землевладельцев. На сторону повстанцев перешёл ряд крупных чиновников-мусульман. Такого рода «единый фронт» и жёсткая дисциплина секты («Джахрия»), известная китайцам как «новое учение» («Синьцзяо»), придали движению организованность, во главе его встал главный мулла, богатый купец и крупный землевладелец Ма Хуалун. Его базой стала крепость Цзиньцзи в Нинся. Занятое добиванием тайпинов цинское правительство не могло в то время выделить достаточное количество войск для подавления этого восстания.

## 1867—1869
В феврале 1867 года наместником Шэньгани (в это наместничество входили территории провинций Шэньси и Ганьсу) был назначен Цзо Цзунтан. Одновременно ему дали звание чрезвычайного императорского уполномоченного, чтобы он мог распоряжаться войсками в провинции Шаньси. Рационально подойдя к делу, Цзо выдвинул принцип: «Сначала — няньцзюни, потом — дунгане», и двинул свои опытные войска добивать няньцзюней, с последними из которых было покончено летом 1868 года в районе пересечения Хуанхэ с Великим каналом.
В конце 1868 года войска Цзо Цзунтана двинулись в провинцию Шэньси. Они состояли из солдат Сянской и Хуайской армий, имели богатый боевой опыт и современное вооружение. Начав в 1869 году карательный поход в Шэньси, Цзо Цзунтан действовал с невероятной даже для маньчжуров жестокостью, поголовно уничтожая всех мусульман, массами бежавших в Ганьсу. Ожесточённые бои на границе этих провинций длились несколько месяцев.

## Факты
Восстание дунган входит в историю как одно из самых кровопролитных восстаний XVIII—XIX веков: по некоторым данным[каким?] количество погибших колеблется от 9 до 15 миллионов человек.